# اچ‌ام‌اس دلفین (۱۸۰۱)
اچ‌ام‌اس دلفین (۱۸۰۱) (به انگلیسی: HMS Dolphin (1801)) یک کشتی بود که طول آن ۵۸ فوت ۰ اینچ (۱۷٫۷ متر) بود.